# Brian Presley
Brian Joshua Presley (* 18. August 1977 in Midland, Texas) ist ein US-amerikanischer Schauspieler und Filmschaffender.

## Leben
Presley wurde am 18. August 1977 im texanischen Midland geboren. Zwei Tage zuvor verstarb sein berühmter Namensvetter Elvis Presley, mit dem er nicht verwandt ist. 1996 machte er seinen Abschluss an der Jenks High School in Jenks im US-Bundesstaat Oklahoma. Dort spielte er als Quarterback für die American Footballmannschaft. 1993 konnte die Staatsmeisterschaft gewonnen werden. Er war außerdem im Schulchor der High School und war in seinem letzten Schuljahr Hauptdarsteller in Musicals. Er gehörte für ein Jahr als „walk-on“ der American Footballmannschaft der University of Arkansas an. In Südkalifornien erhielt er erste Aufgaben in Werbespots und entwickelte daher den Berufswunsch eines Schauspielers. Er besuchte die Wirtschaftsschule der University of Southern California.
Seit dem 27. Juli 2002 ist er mit der Schauspielerin Erin Hershey Presley verheiratet. Die beiden sind Eltern von drei gemeinsamen Kindern. Jackson, Emma und Ruby Rose Presley hatten bereits Filmrollen als Kinderdarsteller inne.
Ende der 1990er Jahre gab Presley sein Fernsehschauspieldebüt, als er eine Episodenrolle in der Fernsehserie Beverly Hills, 90210 erhielt. Es folgten Episodenrollen in den Fernsehserien Alabama Dreams, Moesha, Eine himmlische Familie und Malibu, CA. Von 2000 bis 2003 stellte er die Rolle des Jack Ramsey in 223 Episoden der Fernsehserie Port Charles dar. 2004 gab er sein Filmschauspieldebüt in Guarding Eddy. 2006 stellte er mit der Rolle des Tommy Yates eine größere Rolle im Film Home of the Brave dar. Im Folgejahr mimte er die Hauptrolle des Edward im Film Borderland. In seinen selbstproduzierten Spielfilmen The Great Alaskan Race – Helden auf vier Pfoten, aus dem Jahr 2019, und Hostile Territory – Durch feindliches Gebiet, aus dem Jahr 2022, war er jeweils ebenfalls als Hauptdarsteller zu sehen.

## Filmografie (Auswahl)

### Schauspiel
- 1998: Beverly Hills, 90210 (Fernsehserie, Episode 9x02)
- 1998: Alabama Dreams (Any Day Now, Fernsehserie, Episode 1x07)
- 1998: Moesha (Fernsehserie, Episode 4x07)
- 1999: Eine himmlische Familie (7th Heaven, Fernsehserie, Episode 3x13)
- 1999: Malibu, CA (Fernsehserie, Episode 1x19)
- 2000–2003: Port Charles (Fernsehserie, 223 Episoden)
- 2004: Guarding Eddy
- 2006: End Game – Tödliche Abrechnung (End Game)
- 2006: Home of the Brave
- 2007: Borderland
- 2009: Streets of Blood
- 2010: Once Fallen – Einer wird verlieren (Once Fallen)
- 2011: Touchback
- 2016: USS Indianapolis: Men of Courage
- 2019: The Great Alaskan Race – Helden auf vier Pfoten (The Great Alaskan Race)
- 2022: Hostile Territory – Durch feindliches Gebiet (Hostile Territory)
- 2024: Outlaw Posse

### Filmschaffender
- 2004: Guarding Eddy (Produktion)
- 2004: Admissions (Produktion)
- 2010: Once Fallen – Einer wird verlieren (Once Fallen; Produktion)
- 2011: Touchback (Produktion)
- 2016: Mechanic: Resurrection (Produktion)
- 2019: The Great Alaskan Race – Helden auf vier Pfoten (The Great Alaskan Race; Produktion und Regie)
- 2022: Hostile Territory – Durch feindliches Gebiet (Hostile Territory; Produktion und Regie)